# 葺合警察署
葺合警察署（ふきあいけいさつしょ）は、兵庫県警察が管轄する警察署の一つ。
神戸市中央区東部（旧葺合区域）を概ね管轄区域とする。葺合区は1980年に生田区と合併し中央区となったが、旧2区にあった葺合警察署・生田警察署は統合しないまま今日に至っている。中央区の内、フラワーロードより東を葺合署、西を生田署、ポートアイランド及び一部の海沿いを水上署が管轄している。中央区の人口は約13万である。

## 所在地
- 神戸市中央区吾妻通五丁目1-2

## 管轄区域
神戸市中央区のうち
- 旭通一丁目〜五丁目
- 吾妻通一丁目〜六丁目
- 生田町一丁目〜四丁目
- 磯上通一丁目〜八丁目（神戸水上警察署の管轄区域を除く）
- 磯辺通一丁目〜四丁目
- 小野柄通一丁目〜八丁目
- 籠池通一丁目〜七丁目
- 加納町一丁目の一部
- 上筒井通一丁目〜七丁目
- 神若通一丁目〜七丁目
- 北本町通一丁目〜六丁目
- 国香通一丁目〜七丁目
- 雲井通一丁目〜八丁目
- 熊内町一丁目〜九丁目
- 熊内橋通一丁目〜七丁目
- 御幸通一丁目〜八丁目
- 琴ノ緒町一丁目〜五丁目
- 坂口通一丁目〜七丁目
- 三宮町一丁目の一部
- 東雲通一丁目〜六丁目
- 神仙寺通一丁目〜四丁目

- 大日通一丁目〜七丁目
- 筒井町一丁目〜三丁目
- 中尾町
- 中島通一丁目〜五丁目
- 二宮町一丁目〜四丁目
- 布引町一丁目〜四丁目
- 野崎通一丁目〜七丁目
- 旗塚通一丁目〜七丁目
- 八幡通一丁目〜四丁目
- 浜辺通一丁目〜六丁目（神戸水上警察署の管轄区域を除く）
- 日暮通一丁目〜六丁目
- 葺合町
- 真砂通一丁目・二丁目
- 南本町通一丁目〜六丁目
- 宮本通一丁目〜七丁目
- 八雲通一丁目〜六丁目
- 若菜通一丁目〜六丁目
- 脇浜海岸通
- 脇浜海岸通一丁目〜四丁目
- 脇浜町一丁目〜三丁目
- 割塚通一丁目〜七丁目

## 交番
- 宮本交番 - 宮本通四丁目1-15
- 中尾前交番 - 熊内町一丁目4-2
- 熊内交番 - 熊内町四丁目9-2
- 割塚交番 - 筒井町三丁目14-4
- HAT神戸交番 - 脇浜海岸通3丁目2 5番館1階
- 二宮交番 - 二宮町三丁目12-2
- 三宮センター交番 - 雲井通八丁目1-1
- 小野柄交番 - 小野柄通一丁目2-13

## アクセス
- 三ノ宮駅・三宮駅から東へ約900m
- 阪神電鉄 春日野道駅から西へ約450m
- 阪急電鉄 春日野道駅から南西へ約900m

## その他
- TVドラマ『ゆるしません!』に登場する「神戸港南署」のロケで用いられた。
- 1967年7月9日、集中豪雨により市ケ原駐在所が山津波（土石流）で流される。駐在所の巡査の家族3人が犠牲となった[1]。
- 2020年、葺合署の警察官が交通違反の取り締まり中に、転回禁止の交差点でUターンした現職知事を摘発。交通違反切符を交付した[2]。